# Christianisme, tolérance sociale et homosexualité
Christianisme, tolérance sociale et homosexualité : les homosexuels en Europe occidentale du début de l'ère chrétienne au quatorzième siècle, écrit en 1980 par l'historien John Boswell, retrace l'histoire de la relation entre le christianisme et l'homosexualité. Plus précisément, l'ouvrage remonte le fil de l'intolérance envers les communautés gays. 

## Résumé
L’ouvrage est divisé en quatre parties après une introduction et un point sur le vocabulaire : « Points de départ », « La tradition chrétienne », « Revirements de fortune » et « La montée de l’intolérance ». 
Dans son introduction, Boswell évoque Homosexuality and the Western Christian Tradition (1955) de Derrick Sherwin Bailey, qu'il décrit comme une « étude pionnière » sur laquelle presque toute « les recherches historiques modernes concernant les personnes gays dans l'Occident chrétien » se sont appuyées. Toutefois, il écrit que cette étude « souffre d'un accent mis sur les sanctions négatives qui donne une image complètement trompeuse de la pratique médiévale, se limite principalement à des données concernant la France et la Grande-Bretagne, et a été dépassée même dans son axe principal, l'analyse biblique. »
La thèse centrale de Boswell et de son ouvrage est que contrairement aux idées reçues, le christianisme des premiers temps était plus tolérant envers l’homosexualité que pendant les périodes ultérieures. Boswell soutient qu’il existait une attitude plus ouverte envers les relations entre personnes de même genre dans les premiers siècles de l’ère chrétienne, et que la condamnation de l’homosexualité par l’Église est apparue plus tard. Dans cet ouvrage, Boswell entend aussi initier la construction d'une mémoire propre aux communautés gays.
Boswell soutient que l’intolérance à l’égard de l’homosexualité n’était pas un aspect inhérent à l’enseignement chrétien. Il propose pour cela de nouvelles analyses de passages bibliques traditionnellement interprétés comme des preuves d'intolérance en montrant leur caractère vague, contradictoire ou lié à un contexte historique qui oriente leur interprétation. L’objectif principal de l'ouvrage est de remettre en question la croyance largement répandue selon laquelle les croyances religieuses, qu’elles soient chrétiennes ou autres, ont été la principale cause de l’intolérance envers les personnes homosexuelles. L’auteur reconnaît toutefois que des périodes d’intolérance ont existé dans l’histoire de l’Église, notamment du IVe au VIe siècle, aux XIIIe et XIVe siècles, ainsi que dans les siècles suivants jusqu’au XIXe siècle. Malgré ces périodes d’intolérance, l’auteur souligne que du début du christianisme jusqu’au milieu du IVe siècle,  puis du début du Moyen Âge jusqu’au XIIIe siècle, il y a eu de longues périodes durant lesquelles les expressions visibles de l’homosexualité étaient acceptées, voire chaleureusement tolérées dans de nombreuses régions d’Europe, et Boswell parle même d'une « sous culture gay » pendant les XIe et XIIe siècles. 
Boswell opère une distinction de vocabulaire entre « homosexual » et « gay » et justifie son usage du deuxième terme tout au long de son livre. Il propose les définitions suivantes : une « personne homosexuelle » réfère « à une personne qui préfère les contacts érotiques avec son propre genre », tandis que le terme « gay » lui, renvoie aux personnes « qui sont conscientes d'une inclination érotique envers leur propre genre comme une caractéristique distinctive, ou plus vaguement des choses associées à de telles personnes ».

## Historique de publication
Christianisme, tolérance sociale et homosexualité a été publié en 1980 par l'University of Chicago Press, et paraît en 1981 en livre de poche. L'ouvrage est traduit par Alain Tachet en 1985.

## Réception
Christianisme, tolérance sociale et homosexualité a remporté un National Book Award et le Stonewall Book Award en 1981,. 
Les historiens George Chauncey, Martin Dubermanet Martha Vicinus (spécialiste des études féminines), ont qualifié Christianisme, tolérance sociale et homosexualité d'« étude érudite ». Ils ont reconnu à Boswell le mérite d'avoir proposé « une interprétation révolutionnaire de la tradition occidentale », tout en notant  que sa thèse, selon laquelle « une identité gay et des personnes gays existent à travers l'histoire », a été critiquée comme étant « essentialiste » par les tenants du constructivisme social.
La politologue Sheila Jeffreys a soutenu que, bien que Boswell traite de sujets qui « devraient offrir des perspectives fascinantes sur le genre, le pouvoir et la sexualité », il « évite soigneusement toute analyse de ce type ». Elle lui a reproché de confondre « l'exploitation sexuelle d'enfants esclaves dans la prostitution » avec « l'érotisme » et a conclu que, comme d'autres théoriciens gays, il souffrait d'une « myopie morale et politique ». 
Le philologue Warren Johansson, l'historien de l'art Wayne R. Dynes et John Lauritsen ont également critiqué la thèse de Boswell. Ils ont estimé que ce dernier avait tenté de blanchir les crimes historiques de l’Église chrétienne à l'encontre des hommes gay. 
L'ouvrage a également été la source d'une controverse entre les « constructivistes » et les « essentialistes » lors de sa publication. Le premier groupe qualifie d'essentialiste le prémisse de l'étude de Boswell, à savoir que l'on peut identifier des individus gays tout au long de l'histoire et qu'il est possible de parler d'identité sexuelle prémoderne, reprochant à Boswell de projeter des concepts modernes sur des réalités ignorantes de ces catégories. Cette position considère qu'il n'est pas possible de faire une histoire des attitudes envers une population gay immuable : entre les époques et les zones géographiques, les personnes contre lesquelles les mesure répressives étaient prises n'étaient pas les mêmes qu'aujourd'hui. Les essentialistes à l'inverse défendent l'existence d'identités gays transhistoriques et universelles, ou la possibilité d'identités sexuelles prémodernes assimilables à celles actuelles. Boswell répond à cette controverse dans l'article « Towards the Long View: Revolutions, Universals and Sexual Categories », et explique que même si les catégories sexuelles des sociétés anciennes étaient différentes, les membres de ces sociétés reconnaissaient toujours l'existence de personnes que notre culture qualifierait aujourd'hui de gays.